# Fenêtre à guillotine
 (novembre 2018).
Si vous disposez d'ouvrages ou d'articles de référence ou si vous connaissez des sites web de qualité traitant du thème abordé ici, merci de compléter l'article en donnant les références utiles à sa vérifiabilité et en les liant à la section « Notes et références ».
 (novembre 2018).
- Si vous ne connaissez pas le sujet, laissez ce bandeau (vous pouvez alors contacter les auteurs).
- Si vous supprimez le contenu mis en cause (vous pouvez préalablement contacter les auteurs),

argumentez précisément cette suppression dans la page de discussion
(un manque de référence n'est pas un argument ; une recherche réelle de référence doit avoir été effectuée, être formellement documentée).

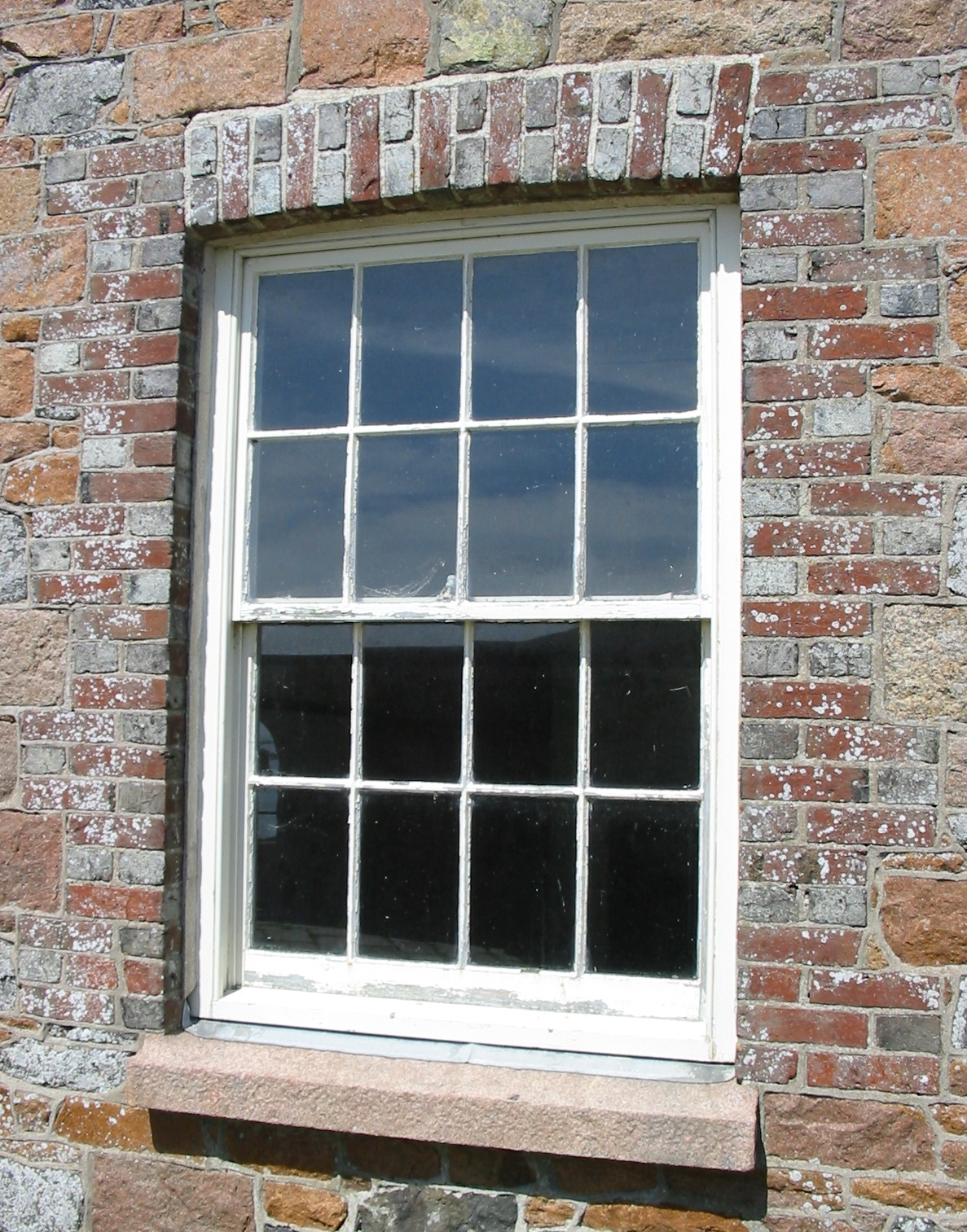
Fenêtre à guillotine au Elizabeth Castle à Jersey.

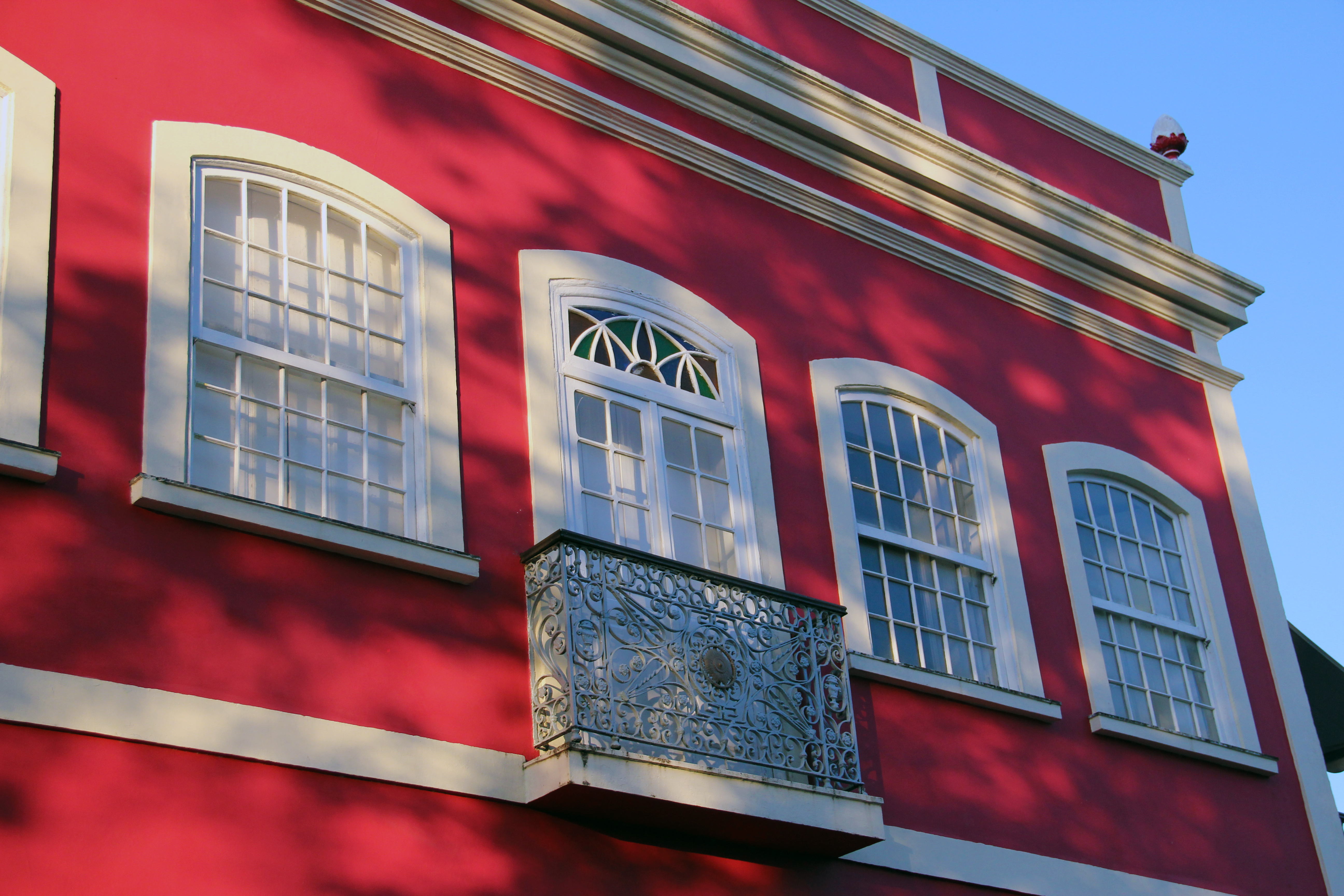

La fenêtre dite à guillotine est caractérisée par un châssis composé de deux parties, l'ouvrant, la partie basse du châssis, coulissant verticalement entre deux rainures ménagées dans le dormant. Ce système est traditionnel dans les îles britanniques (Royaume-Uni et Irlande), ainsi que dans tous les pays de peuplement britannique (États-Unis, Canada, Australie, Nouvelle-Zélande). Cette fenêtre fut autrefois assez répandue aux Pays-Bas, on peut d'ailleurs encore en voir dans le centre historique d'Amsterdam. Elle apparaît aussi sporadiquement en Algérie.
Dans certaines configurations la partie supérieure du châssis peut être également mobile.
L'ouvrant était autrefois suspendu à un cordon renvoyé par une poulie à un contrepoids logé dans le dormant de façon à pouvoir régler la position sans effort et de façon stable, mais pour les fenêtres de petites dimensions, il existe des systèmes à taquet et ressort.
Dans son type le plus classique, tel qu'il s'est répandu à Londres à partir de la fin du XVIIe siècle, la fenêtre « anglo-saxonne » est composée de deux châssis dont chacun est divisé en 2 × 3 carreaux pour des dimensions totales d'environ 4 × 7 pieds (environ 120 × 210 cm). C'est le format traditionnel, quasiment standardisé, des demeures londoniennes d'époque géorgienne.
Sans doute par anglomanie, ce système est sporadiquement apparu dans l'entre-deux-guerres en Belgique et dans le nord de la France, où on peut l'observer sur des maisons bourgeoises pourvues de large baies. Parfois, le châssis inférieur coulissant y est combiné avec une partie supérieure fixe dotée d'un vitrail à résille de plomb. Certains HBM parisiens des années 1930 ont également été dotés de fenêtres à guillotine.

## Avantages
- Ce type d'huisserie est économique et facile à réaliser. Contrairement aux croisées à battants, les châssis ne sont jamais soumis à des contraintes en porte-à-faux. Ils peuvent donc être réalisés avec des menuiseries minces, faisant moins obstacle à la lumière, réalisées en bois légers (du simple pin était souvent utilisé). Il n'est pas besoin de lourdes ferrures, de charnières, d'équerres, et la pose ne requiert pas une grande précision dans les scellements et l'ajustage. Les deux châssis étant superposés à l'intérieur de la baie, on peut plus facilement produire des vitrages de grandes dimensions sans risque de déformations.
- La fenêtre à guillotine a aussi pour intérêt que l'ouverture peut être précisément réglée en fonction des besoins en ventilation. Même exposée en plein vent, elle ne risque pas de claquer.
- Même ouverte, elle n'empiète aucunement sur l'espace intérieur de la maison.

## Inconvénients
- Comparées aux fenêtres à battants qui se verrouillent à la fermeture, les fenêtres à guillotine offrent une étanchéité moins fiable. En position fermée, le recouvrement des cadres des deux châssis n'est pas toujours excellent, et le jeu consenti dans les gorges du dormant contribue à une moins bonne étanchéité, à plus forte raison avec le retrait des bois au vieillissement. Du fait des exigences croissantes en confort (et aussi avec la généralisation de la climatisation aux États-Unis), la fenêtre à guillotine a été pratiquement abandonnée dans la construction neuve au lendemain de la Seconde Guerre mondiale. De telles fenêtres existent avec double vitrage, mais convertir des baies anciennes au double vitrage impose de changer tout le dormant. Toutefois, ont été plus récemment développés sur le marché britannique des châssis en PVC ou aluminium dotés de jointages performants, offrant une excellente qualité d'isolation thermique et phonique tout en respectant l'aspect traditionnel des fenêtres anglo-saxonnes (bien que beaucoup d'entre elles comportent un châssis inférieur battant et non coulissant). Elles sont surtout montées en rénovation.
- Comparées aux fenêtres à battants qui s'ouvrent d'une main, les fenêtres à guillotine nécessitent les deux mains pour lever un des châssis.
- Ces fenêtres sont malaisées à nettoyer, en particulier aux étages, car la face externe des vitres est difficile d'accès. De ce fait, les Britanniques ont l'habitude de prendre un abonnement auprès d'une entreprise qui envoie plusieurs fois l'an des équipes dotées d'échelles pour assurer l'entretien extérieur de leurs fenêtres.
- Lorsque le montant en bois est vieillissant ou le système de calage usé, la partie mobile peut redescendre brutalement, à l'occasion d'un choc par exemple. Ce qui peut occasionner des blessures graves selon le poids de la fenêtre, voire la mort en cas de rabat sur le cou (rupture de la moelle épinière).
- Il n'est pas possible d'ouvrir la fenêtre en entier, au maximum la moitié.

## D'où vient-elle?
L'origine de cette fenêtre est mal connue. Des indices laissent supposer une origine française (l'anglais sash est d'ailleurs dérivé du français « châssis »), éventuellement via les Pays-Bas. La question n'est pas tranchée.
En revanche, la raison de son expansion foudroyante à la fin du XVIIe siècle en Angleterre est bien connue : elle est une conséquence du grand incendie de Londres qui détruisit en septembre 1666 la plus grande partie du centre ancien de la ville. On profita de la reconstruction pour bâtir des maisons en briques dotées de fenêtres bien plus grandes qu'auparavant, et les sash windows produites en grandes séries furent la solution idéale pour généraliser à moindre coût une qualité d'éclairement qui n'était auparavant que l'apanage des demeures seigneuriales.
L'invention du mécanisme à contrepoids des fenêtres anglaises est généralement attribuée au physicien Robert Hooke qui, outre le fait d'être un des plus grands scientifiques britanniques, était aussi architecte et fut chargé en 1666 de superviser la reconstruction de Londres.

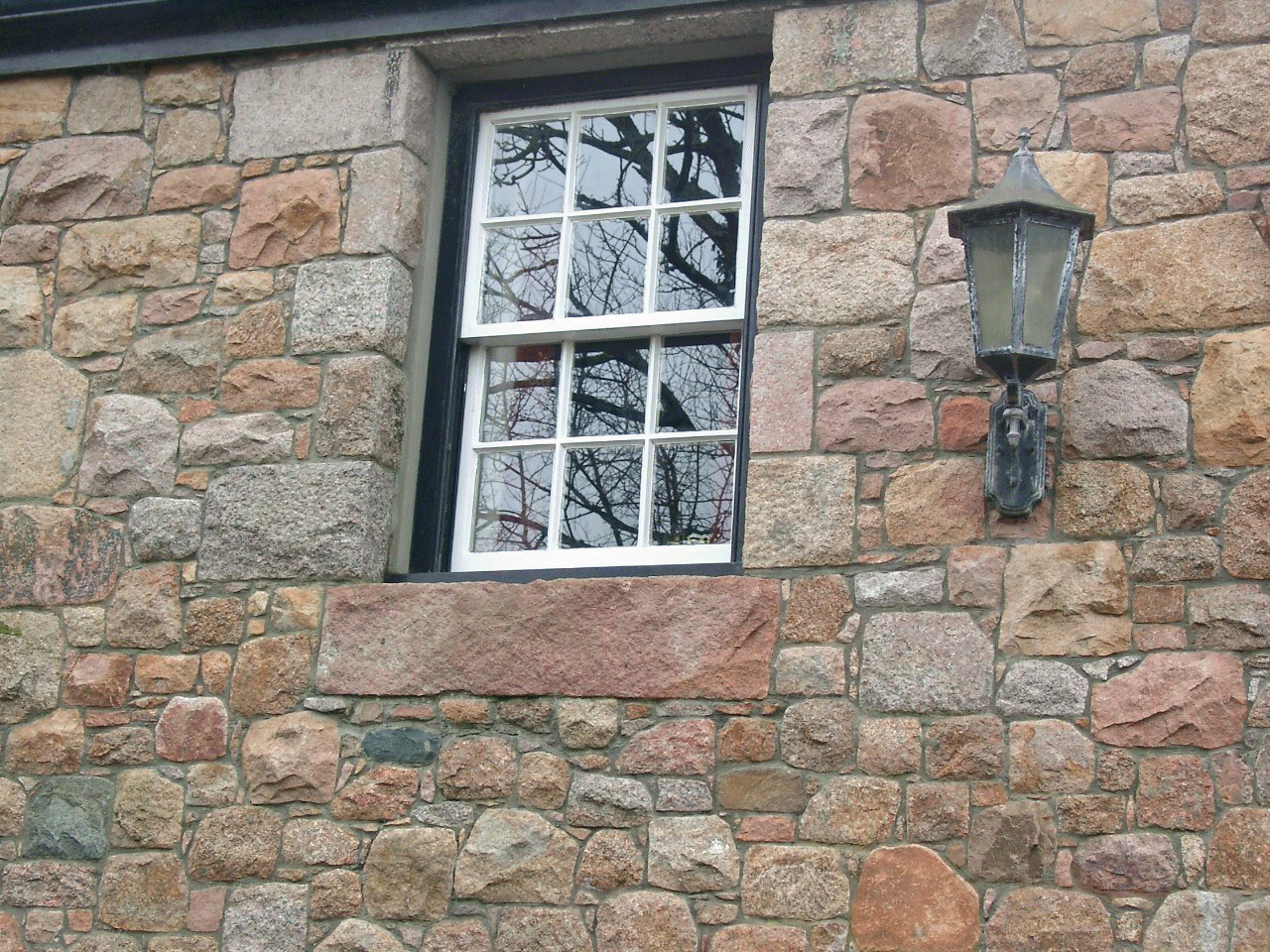
À Guernesey
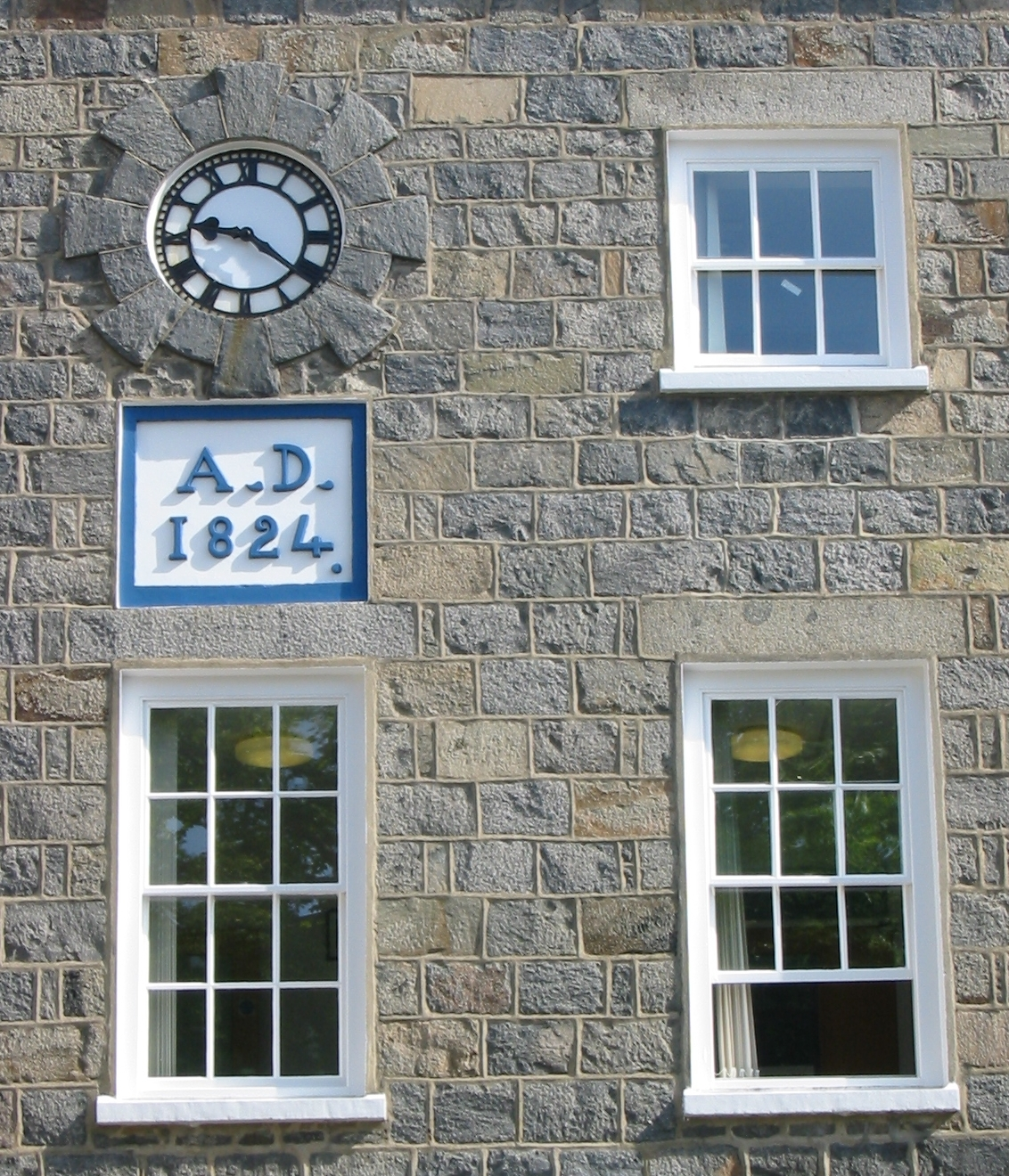
Hôtel de Police de Saint-Pierre-Port (Guernesey)
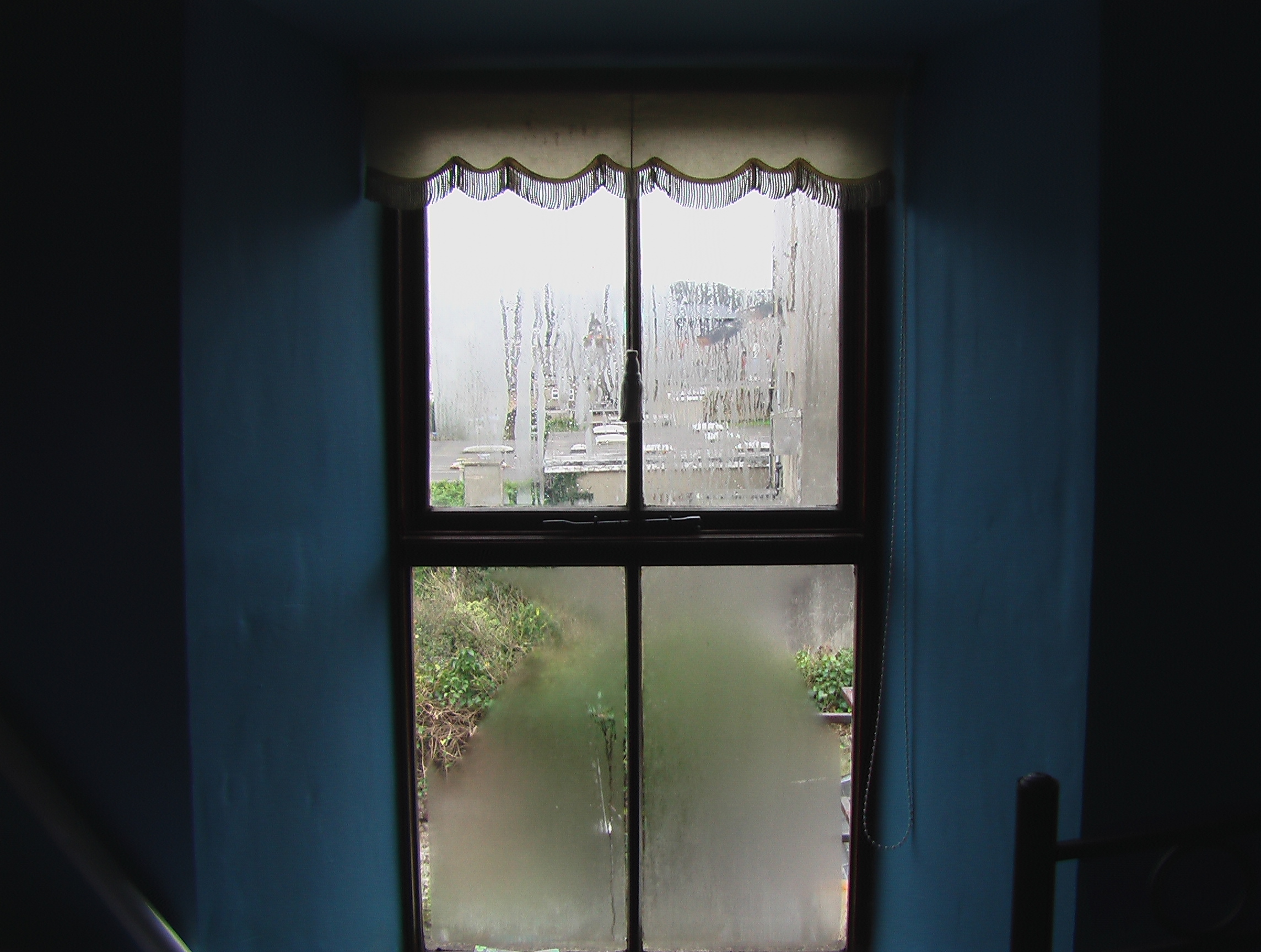
Chambre d'hôtel à Wexford
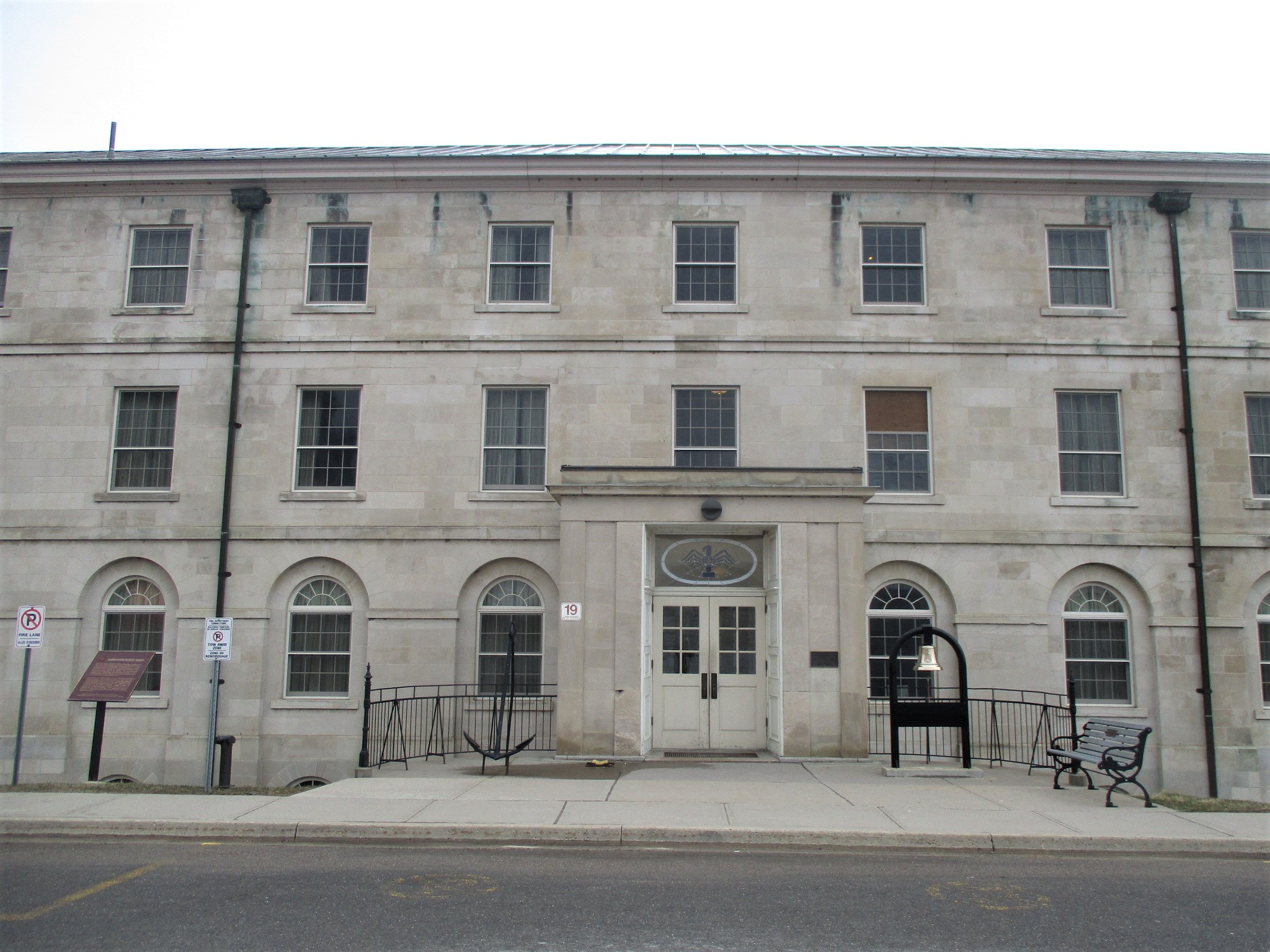
Fenêtre à guillotine, Collège militaire royal du Canada

En Louisiane, ce type de fenêtre traditionnelle est encore en usage et a particulièrement souffert lors du passage de l'ouragan Katrina.

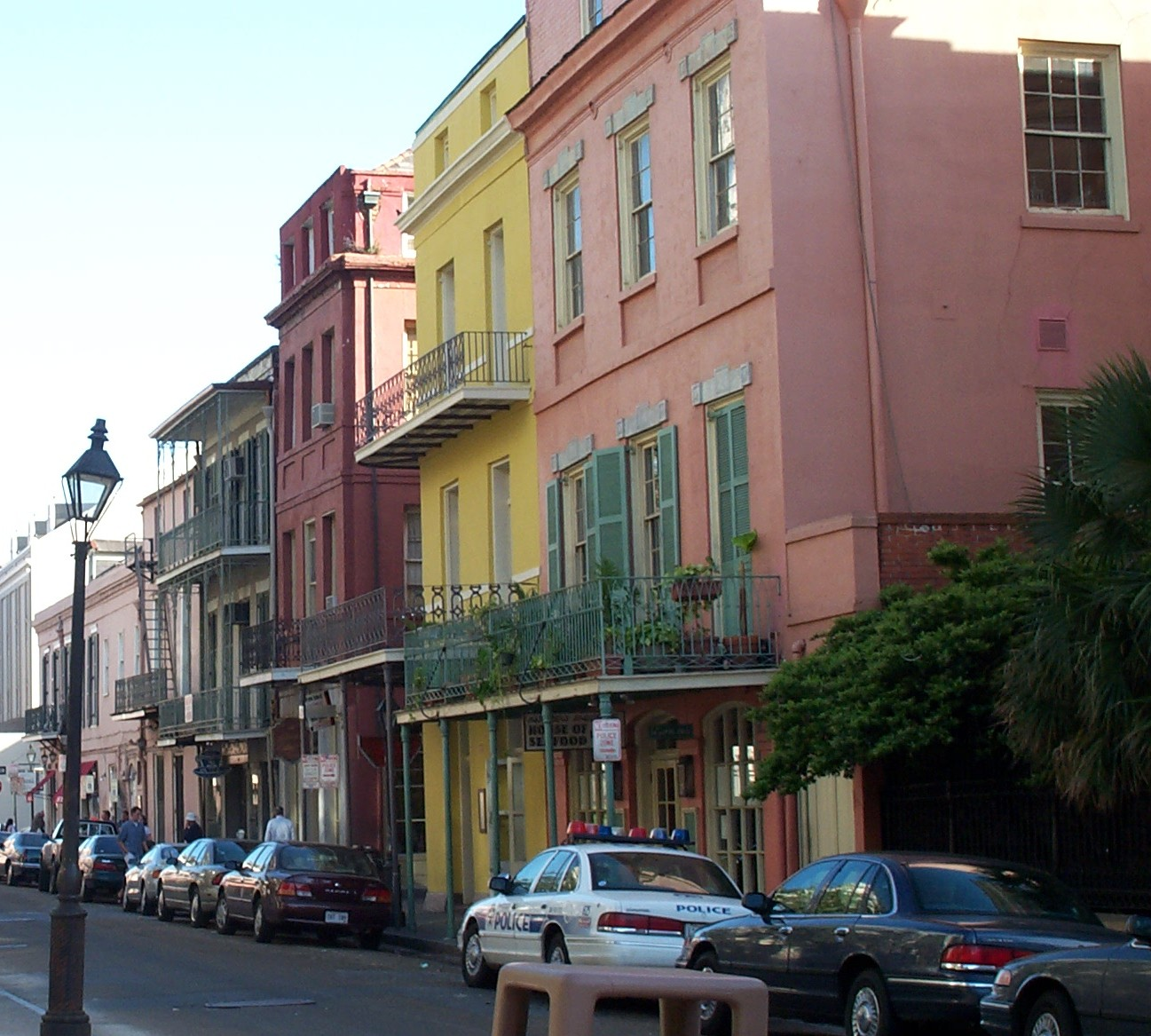
À La Nouvelle-Orléans
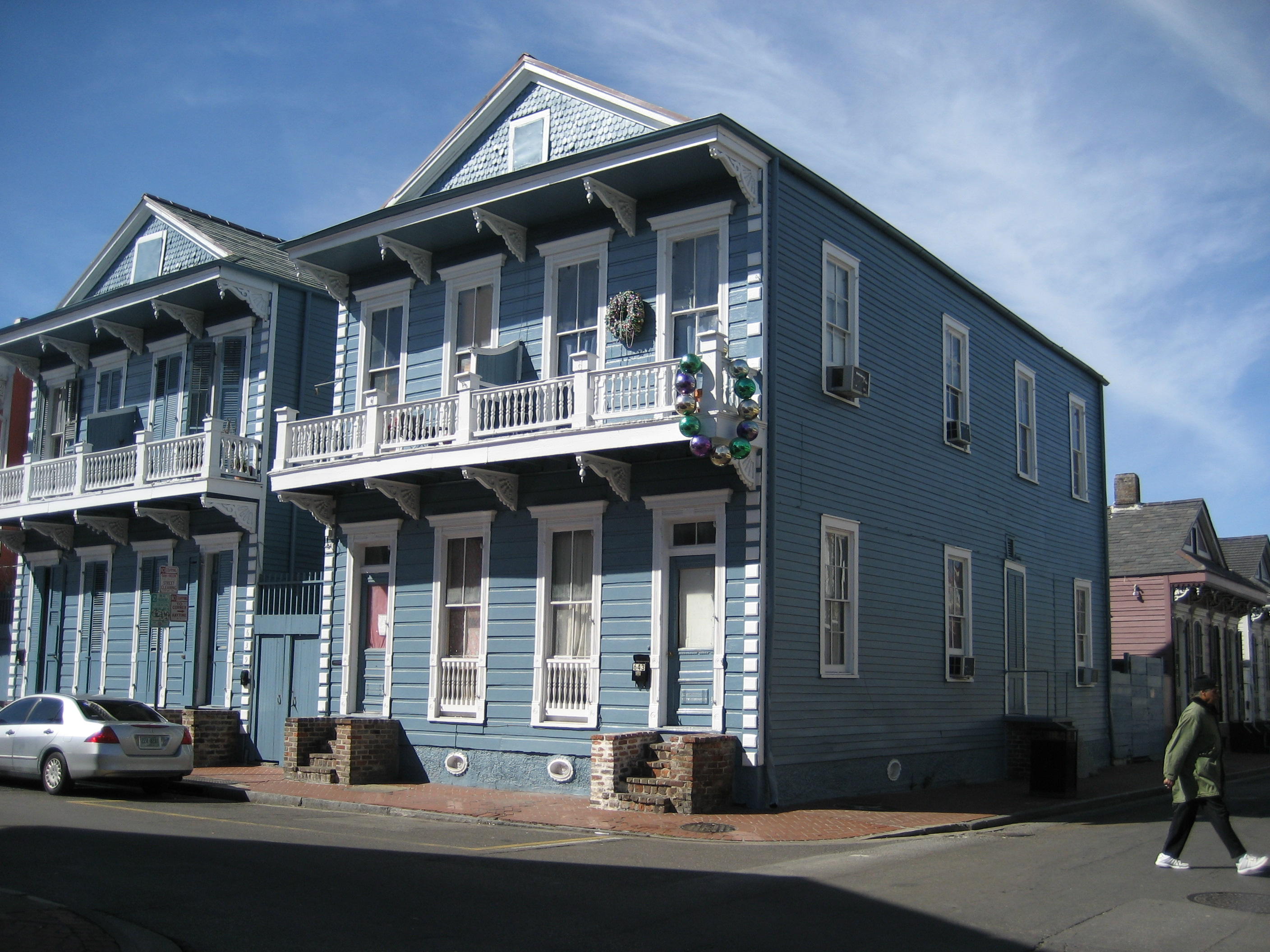
Dans le quartier français de La Nouvelle-Orléans
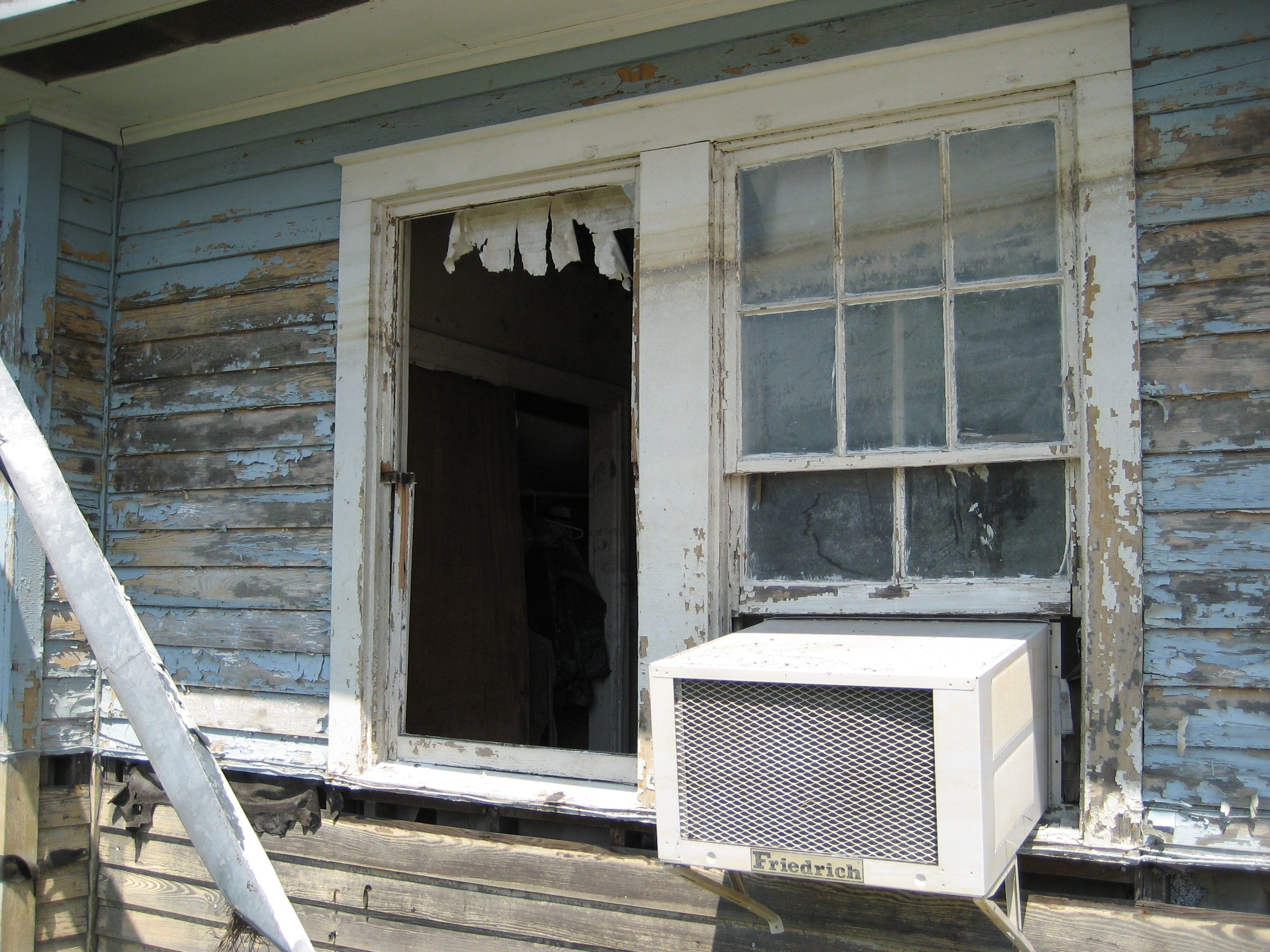
Vue extérieure
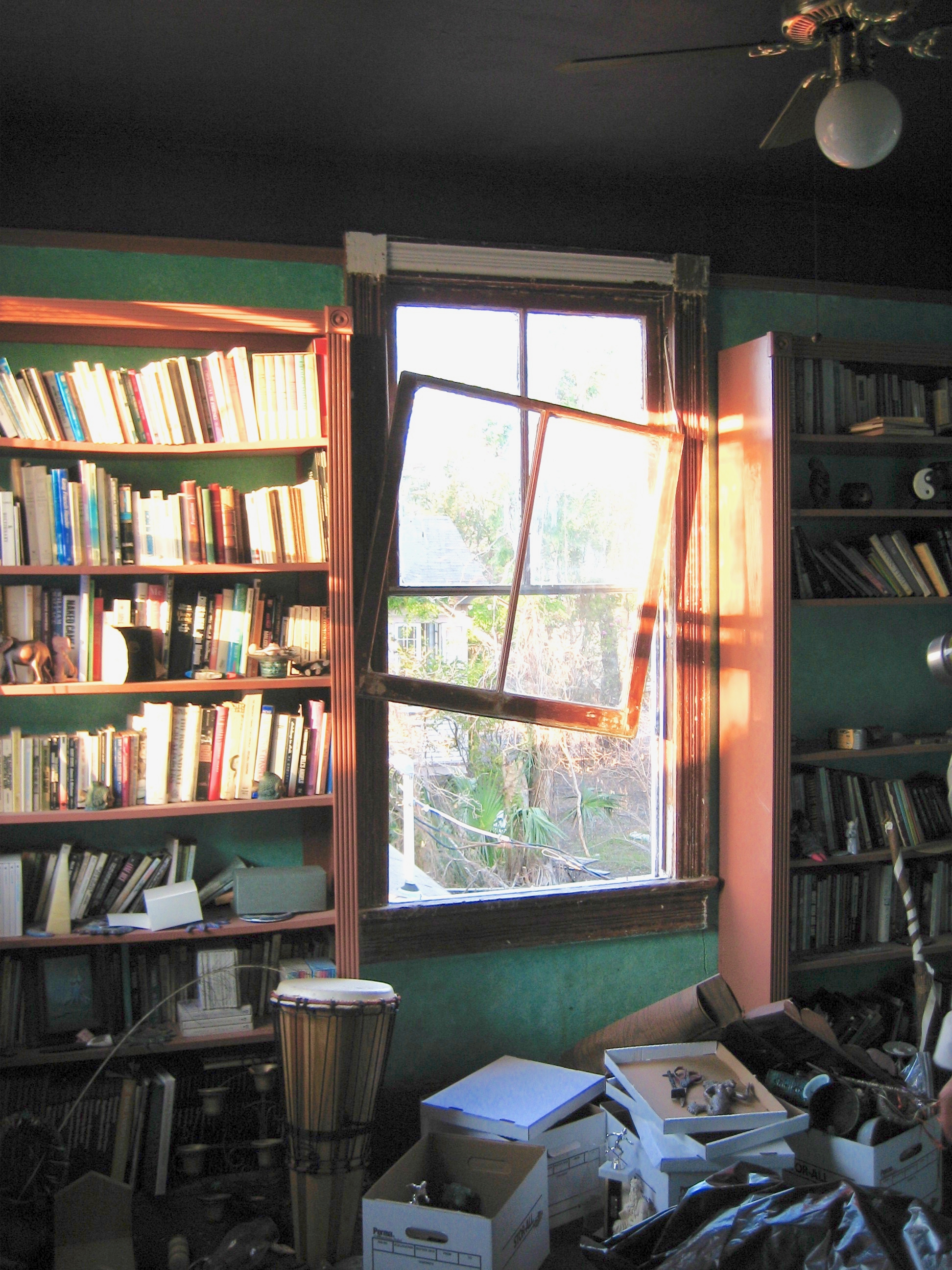
Vue intérieure